# Loyalisten (Amerikaanse Onafhankelijkheidsoorlog)

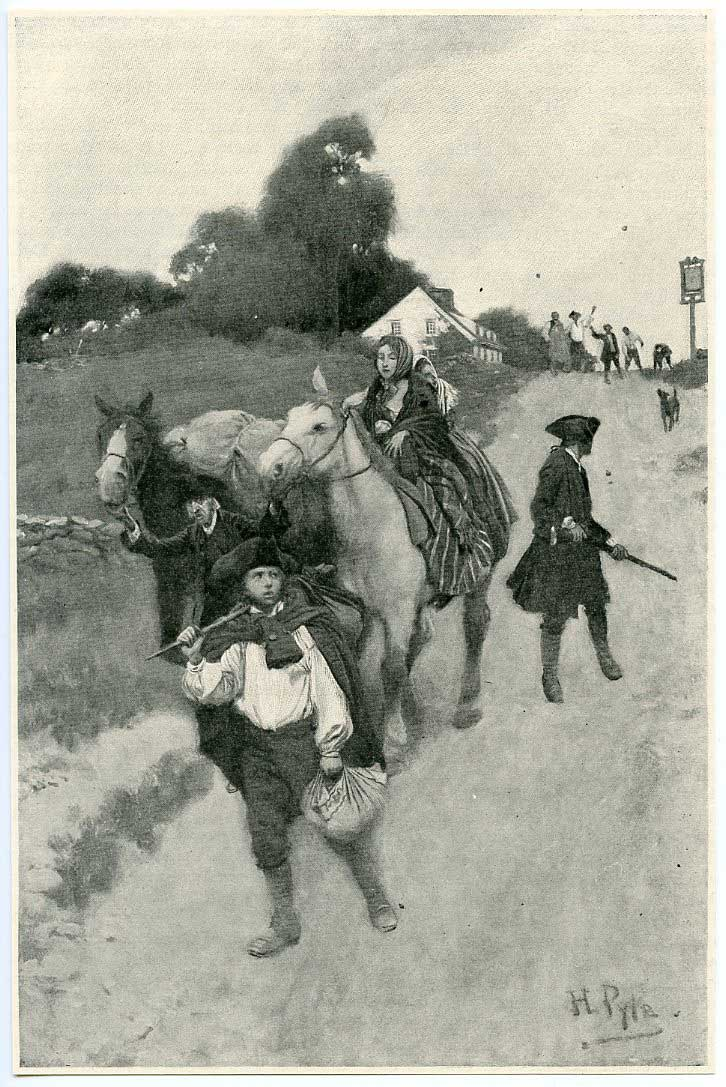
Loyalisten op de vlucht.

De Loyalisten waren Amerikaanse kolonisten die tijdens de Amerikaanse Revolutie trouw bleven aan Groot-Brittannië. Ze werden ook wel Tories, Royalists of King's Men genoemd. Ze stonden tegenover de Patriotten, die voor onafhankelijkheid streden.
De Loyalisten bleven trouw aan de koning blijven wegens verschillende redenen:
- Het waren oudere mensen die veel te verliezen hadden
- Rebellie tegen de koning en het gezag vonden ze moreel fout
- Ze werden onderdrukt en bang gemaakt door de Amerikaanse Patriotten
- Sommige hadden familie of zaken in Groot-Brittannië
- Ze wisten niet of ze zouden winnen of waren bang voor een anarchie
- Ze waren bang voor verlies van goed en grond
- Het waren grensbewoners die bang waren voor oorlog met indianen omdat de Britse overheid een contract met ze had gesloten en de indianen geen contract hadden met de plaatselijke bewoners
- Het waren slaven die hun vrijheid was beloofd door de Britse overheid
- Ze dachten de Britse handelsmarkt nodig te hebben of het Britse militaire gezag

Loyalisten werden gedwongen huis en goed te verlaten en te vluchten naar Canada of Florida.

## Bekende loyalisten
- William Franklin, zoon van Benjamin Franklin
- Benedict Arnold, een Amerikaanse generaal die naar Britse kant overging